# Время Танумы
Время Танумы (яп. 田沼時代, たぬまじだい танума дзидай) — термин японской историографии, которым обозначают 20-летний период с 1767 до 1786 года. На протяжении этого периода политику Японии определял Танума Окицугу, старейшина и приближённый сёгуна Токугавы Иэхару.

## История
Время Танумы характеризовалось проведением реформ, которые были призваны вывести страну из затяжного социально-экономического кризиса. Среди мероприятий, которые проводило правительство Танумы, были рекультивация болота Инба в провинции Симоса, колонизация и освоение «земель эдзо» (современного Хоккайдо), содействие развитию горнодобывающей промышленности, официальное признание купеческих корпораций кабунакама и выдача этим корпорациям разрешений на осуществление монопольной торговли в определённых регионах. Несмотря на формальный успех реформ Танумы, отразившийся постепенным выходом экономики из кризиса, активизация купечества и его вмешательство в политику способствовало распространению взяточничества в администрациях центрального и региональных правительств. Не добавил популярности экономическим преобразованиям сёгуната и многолетний голод Тэммэй (1782—1787), унесший жизни более миллиона человек.
Время Танумы закончилось убийством в 1784 году младшего советника (вакадосиёри) Танумы Окитомо, сына организатора реформ и  отставкой Танумы Окицугу в 1786 году.